# Straßenradsport-Weltmeisterschaften 1961
Die Straßenradsport-Weltmeisterschaften 1961 fanden am 2. und 3. September im Schweizer Bern statt. Die Strecke führte über einen rund 13 Kilometer langen Rundkurs der Motorrennstrecke Bremgarten auf Berner Stadtgebiet. Neue Weltmeister wurden bei den Profifahrern Rik Van Looy aus Belgien, bei den Amateuren Jean Jourden aus Frankreich, und bei den Frauen, die auf der Isle of Man fuhren, Yvonne Reynders, ebenfalls aus Belgien.

## Profirennen
Die Profifahrer mussten eine Distanz von 285,252 Kilometern bewältigen. Der 27-jährige Belgier Rik Van Looy konnte seinen Titel von 1960 erfolgreich verteidigen. Er gewann den Spurt aus dem 24-köpfigen Hauptfeld trotz eines mehrfachen Speichenbruchs kurz vor der Ziellinie vor dem Italiener Nino Defilippis und Raymond Poulidor aus Frankreich. Die Fahrer des Hauptfeldes hatten ein Stundenmittel von 36,8 Kilometer pro Stunde erzielt. Der zu den Favoriten gezählte deutsche Fahrer Hennes Junkermann kam lediglich auf Platz 10 ein. Von den neun gestarteten Fahrern des Bundes Deutscher Radfahrer erreichte nur noch Sigi Renz mit 19-minütigen Rückstand als 25. das Ziel. Von insgesamt 71 Fahrern kamen nur 32 ins Ziel, obwohl im Vorfeld der vermeintlich wenig selektive Charakter der Strecke kritisiert worden war. Erfolgreichste Nation war Belgien, die neben dem neuen und alten Weltmeister weitere vier Fahrer ins Ziel brachte, unter ihnen auf Platz sieben Jozef Planckaert.

## Amateurrennen
Der Weltmeisterschaftskurs der Amateurfahrer verlief über eine Strecke von 181,524 Kilometern, für die 14 Runden notwendig waren. Es waren 129 Fahrer aus 31 Nationen an den Start gegangen. Mit 37,6 km/h wurde der erst 19-jährige Franzose Jean Jourden aus einer dreiköpfigen Spitzengruppe heraus neuer Amateur-Weltmeister. Er besiegte im Spurt seinen Landsmann Henri Belena, 22 Sekunden später kam der dritte Franzose Jacques Gestraud ins Ziel. Im Gegensatz zum Vorjahr kamen diesmal die Staatsamateure aus dem Ostblock nicht zum Zuge. Von ihnen kam als bester Akteur der DDR-Fahrer und Titelverteidiger Bernhard Eckstein lediglich auf Platz 14. Die übrigen deutschen Fahrer aus Ost und West hatten mit der Entscheidung nichts zu tun, als bester westdeutscher Amateur wurde der 20-jährige Winfried Bölke aus Hombruch 30. Der deutsche Meister Karl-Heinz Kunde gab bereits in der zweiten Runde nach einem Rückstand von neun Minuten auf. Auch die DDR-Fahrer Günter Lörke, Lothar Appler und Hans Scheibner stiegen vorzeitig vom Rad.

## Frauenrennen
Das WM-Rennen der Frauen wurde am 10. August in Douglas auf der Isle of Man ausgetragen. Sportlerinnen aus neun Nationen gingen an den Start. Sie hatten eine Strecke von 61 Kilometern zu bewältigen. Die Belgierin Yvonne Reynders verwies Beryl Burton aus Großbritannien und die Luxemburgerin Elsy Jacobs auf die Plätze. Beste Deutsche wurde die DDR-Starterin Elisabeth Kleinhans.

## Ergebnisse
| Profis – 285,252 km | Profis – 285,252 km | Profis – 285,252 km | Profis – 285,252 km |
| Platz               | Name                | Land                | Zeit                |
| ------------------- | ------------------- | ------------------- | ------------------- |
| 01                  | Rik Van Looy        | BEL                 | 7:46:35 h           |
| 02                  | Nino Defilippis     | ITA                 | + 0 min             |
| 03                  | Raymond Poulidor    | FRA                 | + 0 min             |
| 04                  | José Bernadez       | ESP                 | alle + 0 min        |
| 05                  | Jo de Roo           | NED                 | alle + 0 min        |
| 06                  | Jean Stablinski     | FRA                 | alle + 0 min        |
| 07                  | Jef Planckaert      | BEL                 | alle + 0 min        |
| 08                  | Gastone Nencini     | ITA                 | alle + 0 min        |
| 09                  | Tom Simpson         | GBR                 | alle + 0 min        |
| 10                  | Hennes Junkermann   | GER                 | alle + 0 min        |
| 11                  | Piet Rentmeester    | NED                 | alle + 0 min        |
| 12                  | Angelo Conterno     | ITA                 | alle + 0 min        |
| 13                  | Jacques Anquetil    | FRA                 | alle + 0 min        |
| 14                  | Imerio Massignan    | ITA                 | alle + 0 min        |
| 15                  | Michel Stolker      | ITA                 | + 0:33 min          |
| 16                  | Diego Ronchini      | ITA                 | + 0:33 min          |
| 17                  | Federico Bahamontes | ITA                 | alle + 0:37 min     |
| 18                  | Ercole Baldini      | ITA                 | alle + 0:37 min     |
| 19                  | Frans De Mulder     | BEL                 | alle + 0:37 min     |
| 20                  | Kurt Gimmi          | SUI                 | alle + 0:37 min     |
| 21                  | Robert Cazala       | FRA                 | alle + 0:37 min     |
| 22                  | Arnaldo Pambianco   | ITA                 | alle + 0:37 min     |
| 23                  | Bas Maliepaard      | NED                 | alle + 0:37 min     |
| 24                  | Willy Schroeders    | BEL                 | + 0:52 min          |
| 25                  | Sigi Renz           | GER                 | alle + 19:14 min    |
| 26                  | Michel Van Aerde    | BEL                 | alle + 19:14 min    |
| 27                  | Niels Baunsoe       | DEN                 | alle + 19:14 min    |
| 28                  | Wilfried Thaler     | AUT                 | alle + 19:14 min    |
| 29                  | Fredy Rüegg         | SUI                 | alle + 19:14 min    |
| 30                  | Attilio Moresi      | SUI                 | alle + 19:14 min    |
| 31                  | Rolf Maurer         | SUI                 | alle + 19:14 min    |
| 32                  | Rolf Graf           | SUI                 | alle + 19:14 min    |

| Amateure – 181,524 km | Amateure – 181,524 km  | Amateure – 181,524 km | Amateure – 181,524 km |
| Platz                 | Name                   | Land                  | Zeit                  |
| --------------------- | ---------------------- | --------------------- | --------------------- |
| 1                     | Jean Jourden           | FRA                   | 4:49:54 h             |
| 2                     | Henri Belena           | FRA                   | + 0 min               |
| 3                     | Jacques Gestraud       | FRA                   | + 0:22 min            |
| 4                     | Guido De Rosso         | ITA                   | alle + 1:28 min       |
| 5                     | Roger Melckenbeeck     | BEL                   | alle + 1:28 min       |
| 6                     | Aldo Pifferi           | ITA                   | alle + 1:28 min       |
| 7                     | Jan Janssen            | NED                   | alle + 1:28 min       |
| 8                     | Erwin Jaisli           | SUI                   | alle + 1:28 min       |
| 9                     | Alfons Hellemans       | BEL                   | alle + 1:28 min       |
| 10                    | Martin Van Den Bossche | BEL                   | alle + 1:28 min       |
| 11                    | Leon Sebregts          | NED                   | alle + 1:28 min       |
| 12                    | Jan Schröder           | NED                   | alle + 1:28 min       |
| 13                    | Gösta Pettersson       | SWE                   | alle + 1:28 min       |
| 14                    | Bernhard Eckstein      | GDR                   | alle + 1:28 min       |
| 15                    | Michael Wright         | GBR                   | alle + 1:28 min       |
| 16                    | Jos Hermans            | BEL                   | alle + 1:28 min       |
| 17                    | Robert Hentges         | LUX                   | alle + 1:28 min       |
| 18                    | Alexei Petrow          | URS                   | alle + 1:28 min       |
| 19                    | Bruno Fantinato        | ITA                   | alle + 1:28 min       |
| 20                    | Jaap de Waard          | NED                   | alle + 1:28 min       |
| 0 …                   |                        |                       |                       |
| 23                    | Gustav-Adolf Schur     | GDR                   | + 1:28 min            |
| 30                    | Winfried Bölke         | GER                   | + 5:07 min            |
| 57                    | Manfred Brüning        | GDR                   | + 1209 min            |
| 64                    | Klaus Limbach          | GER                   | + 14:13 min           |

| Frauen – 61 km | Frauen – 61 km         | Frauen – 61 km |
| Platz          | Name                   | Land           |
| -------------- | ---------------------- | -------------- |
| 01             | Yvonne Reynders        | BEL            |
| 02             | Beryl Burton           | GBR            |
| 03             | Elsy Jacobs            | LUX            |
| 04             | Aina Puronen           | URS            |
| 05             | Maria Luchina          | URS            |
| 06             | Marie-Thérèse Naessens | BEL            |
| 07             | Elisabeth Kleinhans    | GDR            |
| 08             | Nadia Germonpre        | BEL            |
| 09             | Rosa Sels              | BEL            |
| 10             | Sheila Holmes          | GBR            |
| 11             | Lyli Herse             | FRA            |
| 12             | Anne Vermeiren         | BEL            |